# Akurdet Subregion
Akurdet Subregion är ett distrikt i Eritrea.   Det ligger i regionen Gash-Barkaregionen, i den nordvästra delen av landet, 110 km väster om huvudstaden Asmara.